# 狮子屯乡
狮子屯乡，是中华人民共和国山西省大同市阳高县下辖的一个乡镇级行政单位。

## 行政区划
狮子屯乡下辖以下地区：
狮子屯村、东双寨村、西双寨村、汪家屯村、下梁源村、上梁源村、潘家屯村、吴家河村、罗家屯村、任家窑村、苏家窑村、水泉窑村、后营村、上吾其村、下吾其村、前营村、新杨塔村、杨塔村、青介山村、董家屯村、鞍马沟村、侯官屯村和燕窝村。